# British Touring Car Championship 1996

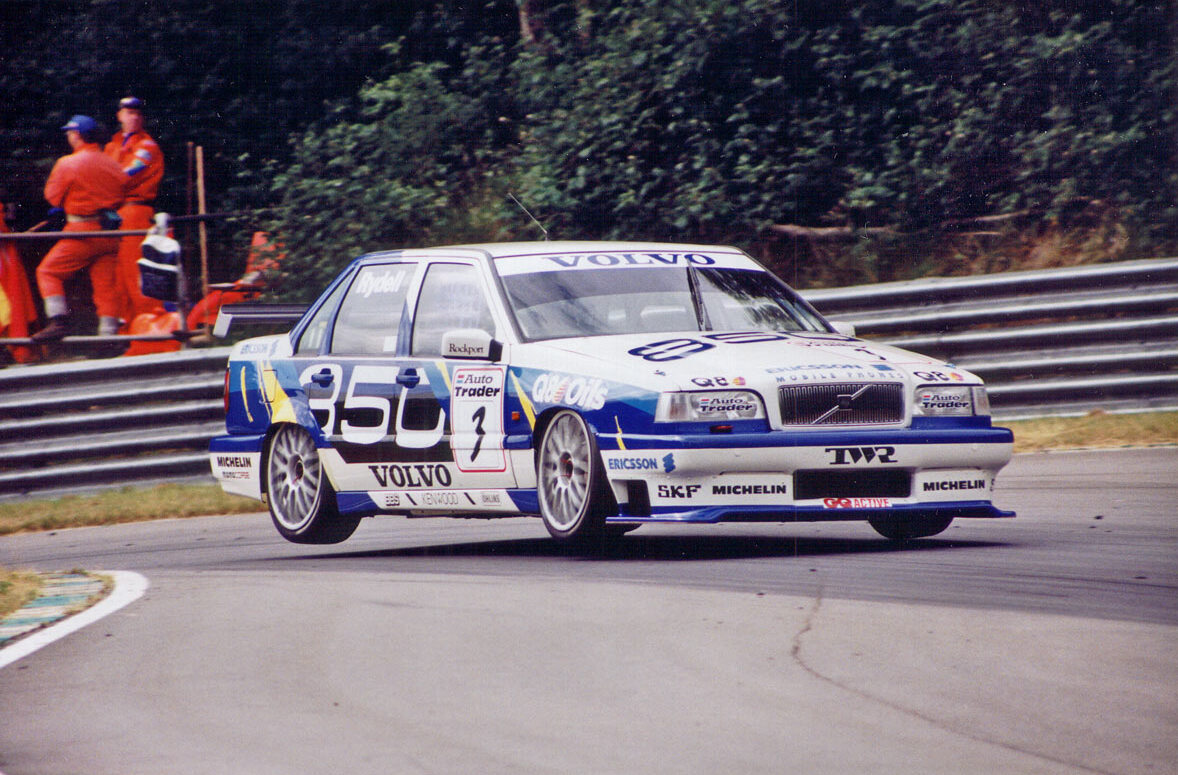
Rickard Rydell blev trea totalt, i en Volvo 850 20v.

Auto Trader RAC British Touring Car Championship 1996 var den 39:e säsongen av det brittiska standardvagnsmästerskapet, British Touring Car Championship. Säsongen kördes över 26 race och tysken Frank Biela tog titeln, i en Audi A4 Quattro.

## Slutställning
| Plats | Förare             | Märke    | Poäng |
| ----- | ------------------ | -------- | ----- |
| 1     | Frank Biela        | Audi     | 289   |
| 2     | Alain Menu         | Renault  | 197   |
| 3     | Rickard Rydell     | Volvo    | 194   |
| 4     | David Leslie       | Honda    | 159   |
| 5     | Joachim Winkelhock | BMW      | 158   |
| 6     | Roberto Ravaglia   | BMW      | 157   |
| 7     | John Bintcliffe    | Audi     | 113   |
| 8     | John Cleland       | Vauxhall | 97    |
| 9     | Will Hoy           | Renault  | 92    |
| 10    | James Thompson     | Vauxhall | 85    |